# 結橘未完
「結橘未完」（みかん）是日本的女子偶像組合「早安少女組。」的第35张单曲。2007年11月21日由zetima发售。

## 概要
- 此單曲有3個版本，分別有「初回生産限定盤A」、「初回生産限定盤B」和「CD ONLY」。「初回生産限定盤A」收錄了「結橘未完」的PV。
- 在12月3日於公信榜单曲週排行榜取得第6位。

## 收錄内容

### CD（初回生産限定盤, CD ONLY）
CD
1. 結橘未完
（作詞・作曲：淳君 編曲：鈴木Daichi秀行）
2. BOM Kyu! BOM Kyu! BOMB GIRL（ボン キュッ! ボン キュッ! BOMB GIRL）
（作詞・作曲：淳君  編曲：鈴木俊介）
3. 結橘未完(Instrumental)

### DVD（初回生産限定盤A）
1. 結橘未完（Close-up Ver.）